# Bündner Monatsblatt
Das Bündner Monatsblatt: Zeitschrift für Bündner Geschichte, Landeskunde und Baukultur ist eine populärwissenschaftliche historische Zeitschrift aus dem Kanton Graubünden, in der neben historischen auch geographische und kulturelle Beiträge sowie Buchbesprechungen erscheinen. Das Bündner Monatsblatt wurde 1850 als Bündnerisches Monatsblatt. Zeitschrift für bündnerische Geschichte, Landes- u. Volkskunde bei Gasser & Eggerling in Chur gegründet und ist neben dem Bündner Kalender eine der ältesten Zeitschriften des Kantons.

## Geschichte
Gründer war eine Gruppe von historisch und kulturell interessierten Männern. Der Untertitel lautete Zeitschrift für Erziehungs-, Armenwesen und Volkswirtschaft.
1870/71 erschien das Heft unter dem Titel Volksblatt, Schweiz. Zeitschrift für Volkswirtschaft und Volkskunde. Neben landwirtschaftlichen Themen sollte auch die unterhaltende und wissenschaftliche Lektüre nicht zu kurz kommen. Das Vorhaben, das Blatt ab dem Frühling 1872 alle vierzehn Tage erscheinen zu lassen, scheiterte.
1881 erschien es wieder als Bündnerisches Monatsblatt (1. Neue Folge) unter der Leitung von Staatsarchivar Christian Meisser. Es sollte wieder Sammelorgan für wissenschaftliche, gemeinnützige Vereine sowie Museen im Kanton sein. Meisser musste nach einem Jahr wieder kapitulieren. 1896 unternahm er mit mehr Mitarbeitern einen zweiten Versuch (2. Neue Folge). Nachdem das Blatt sieben Jahre lang erschienen war, ging es 1904 wieder ein; es wurde durch das von einem Castieler Pfarrer redigierten Blattes Rhätia verdrängt.
1914 erschien das Heft erneut, diesmal unter der Leitung des Historikers Friedrich Pieth, der es bis 1951 redigierte. Seither erscheint das Bündner Monatsblatt ohne Unterbruch. Das 1914 von Pieth veröffentlichte Programm gilt in weiten Zügen heute noch. Erwähnt wurden die Themen Geschichte, Literatur- und Sprachgeschichte, Kunst und geselliges Leben, Architektur, einzelne Bauten, Natur und Heimatschutz sowie alle Bereiche der bildenden Kunst. Weiter nannte Pieth soziale Themen, Reisebeschreibungen und Biographien. Beim Monatsblatt gibt es im Vergleich zu 1914 keine grundsätzlichen Änderungen; das breite Programm Pieths wurde von den Redaktionen mit unterschiedlicher Treue befolgt.
Das Monatsblatt erschien bis 1957 monatlich, dann gemischt monatlich und zweimonatlich mit Doppelnummern und seit 1988 noch in sechs Ausgaben pro Jahr. Seit 2003 erschienen fünf Ausgaben, 2016 vier Ausgaben jährlich.
Seit 1988 ist der Herausgeber der Verein für Bündner Kulturforschung. Damals wurde das Format etwas vergrössert und das Erscheinungsbild modernisiert. Am 1. August 1997 übernahm die Casanova Druck und Verlag AG in Chur die Produktion und Anfang 2003 der VBK und Bündner Heimatschutz. Redaktorin war Ludmila Seifert-Uherkovich.
Seit dem 1. Januar 2021 zeichnet die Gammeter Media AG für den Verlag verantwortlich. Produktion, Vertrieb und Aboservice werden vom St. Moritzer Medienhaus bewerkstelligt. Das Produkt ist somit zu hundert Prozent bündnerisch. Die herausgebende Trägerschaft bildet das Institut für Kulturforschung Graubünden. Die publizistische Leitung obliegt der sogenannten Herausgeberkommission, bestehend aus Anna-Alice Dazzi, Donat Caduff, Claire Hauser Pult, Cordula Seger und Daniel A. Walser. Es erscheint viermal jährlich.

## Bilder

Bündner Monatsblatt 2/2025
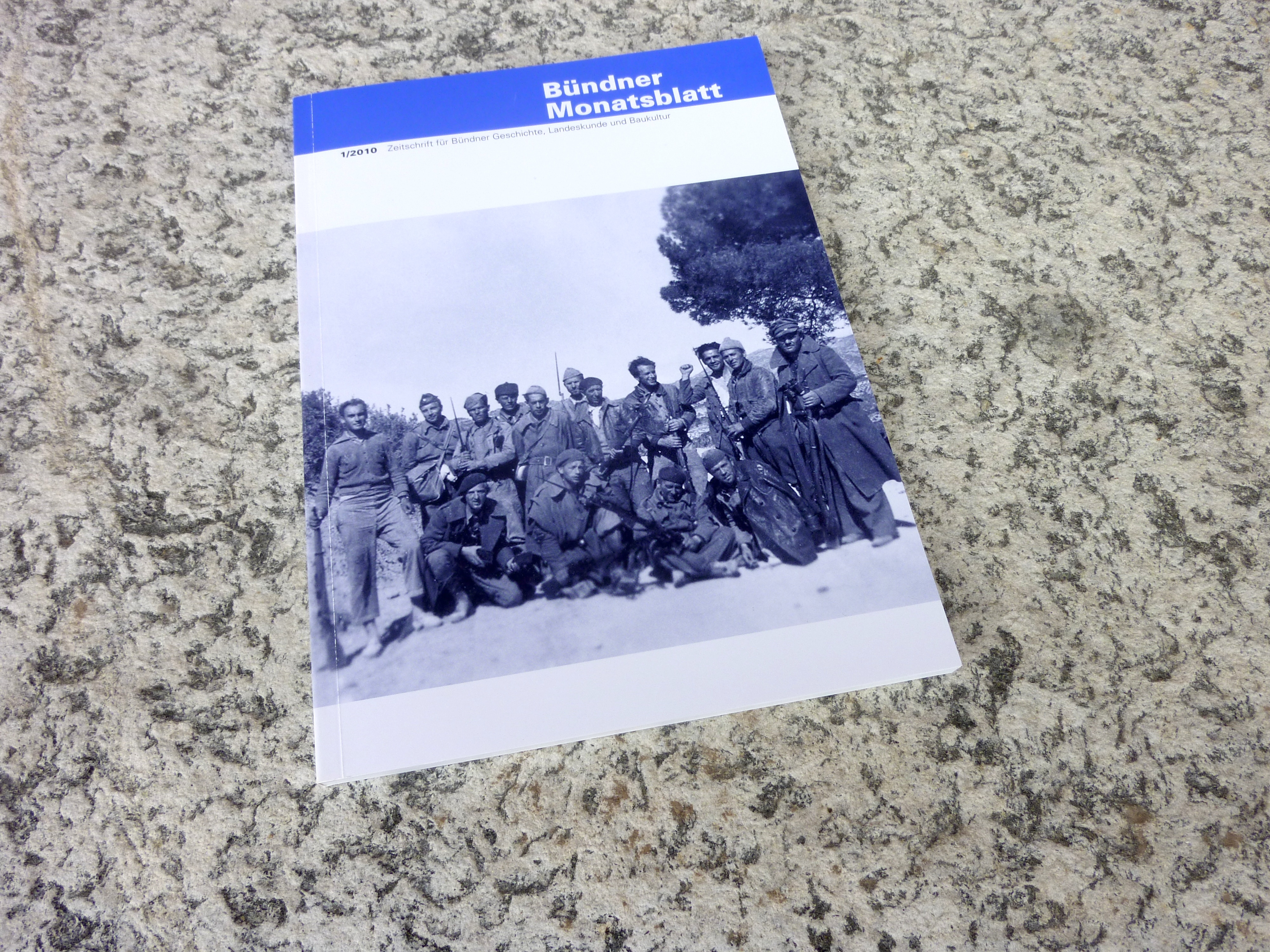
Bündner Monatsblatt 1/2010
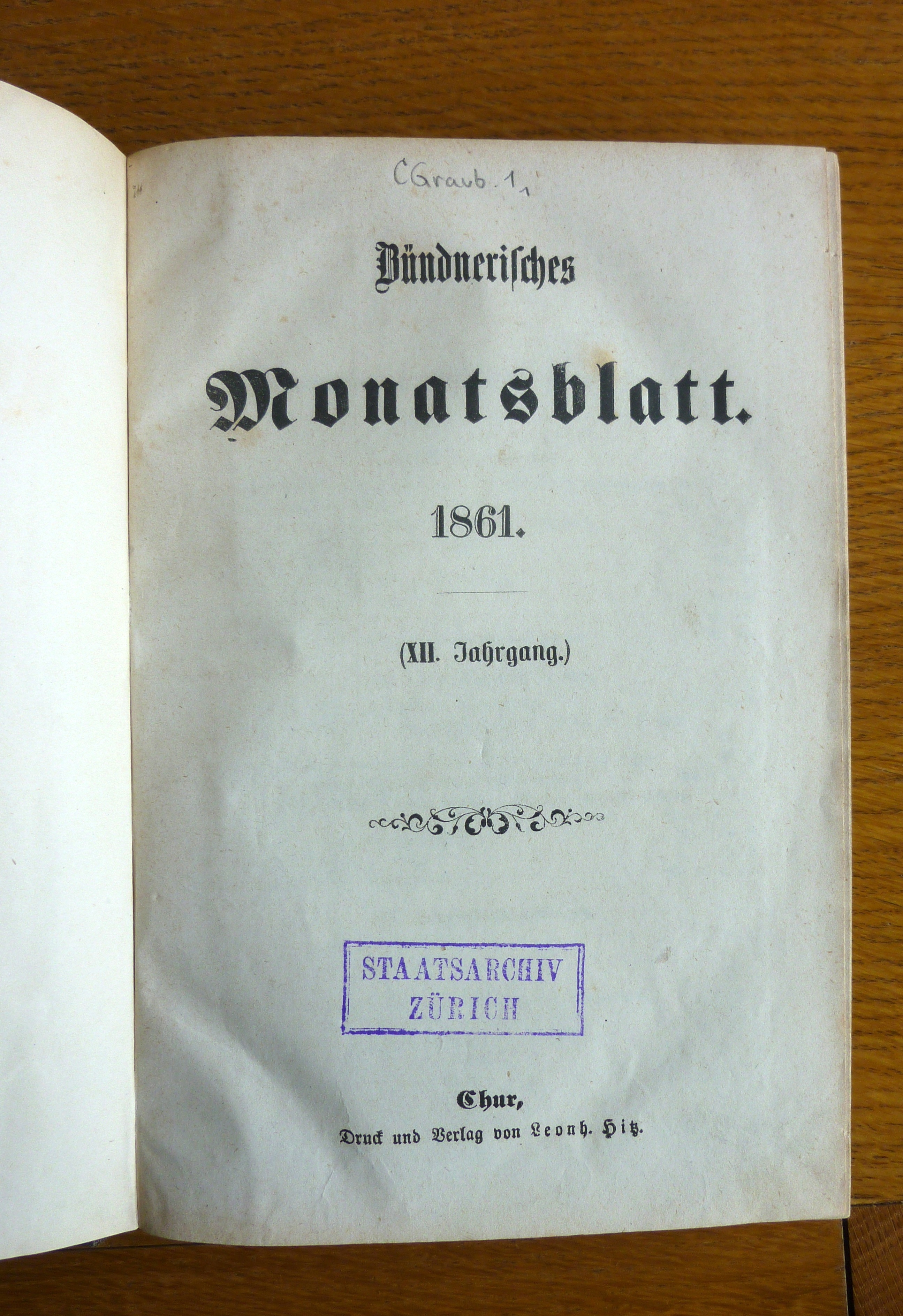
1891
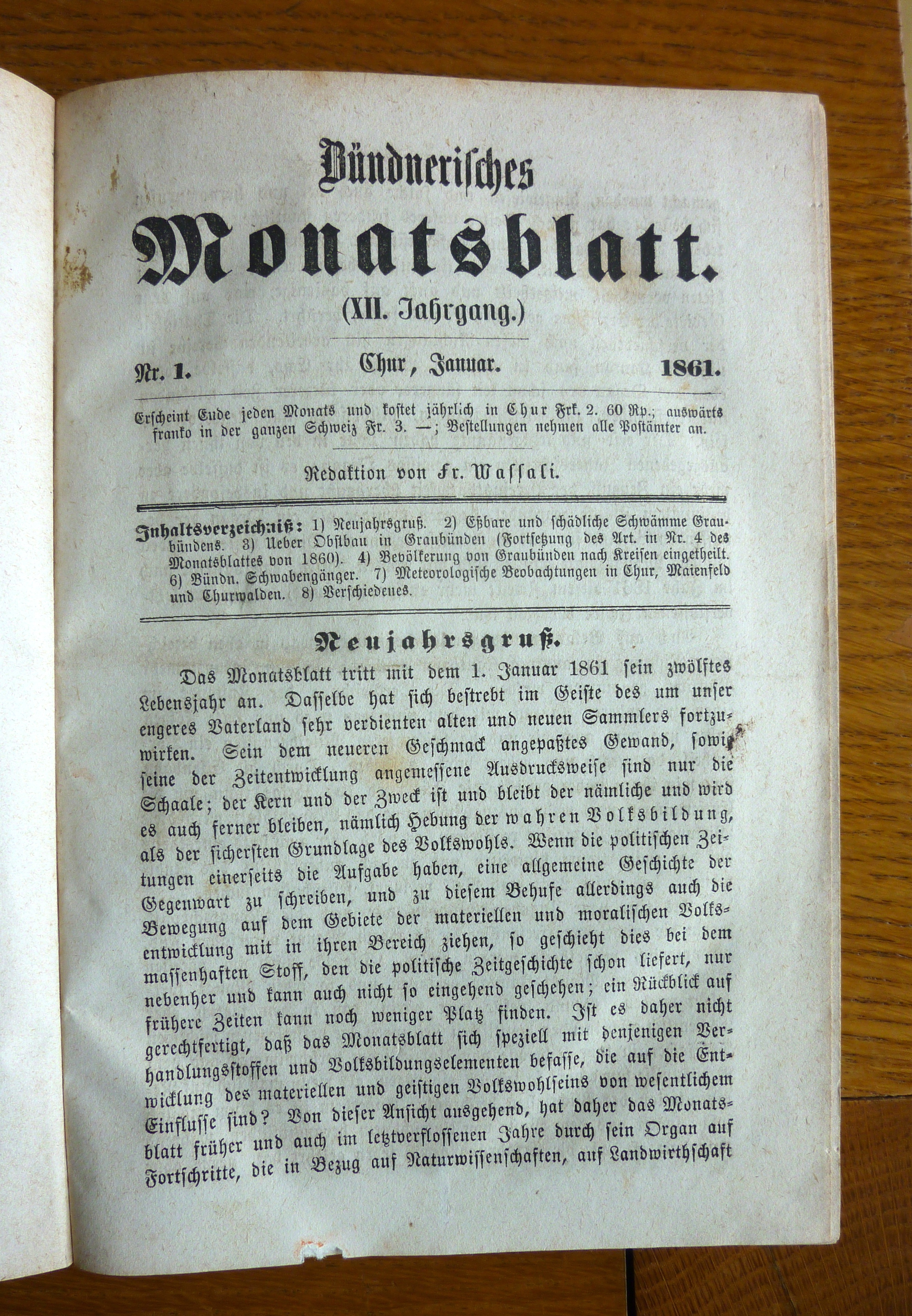
1891, erste Seite